# Pizzo dei Tre Confini
Il Pizzo dei Tre Confini è una montagna delle Alpi alta 2824 m s.l.m. È situato in alta val Seriana, sul lato sud della conca del Lago del Barbellino.

## Accessi
Per raggiungerlo dalla via più breve si parte da Valbondione, in provincia di Bergamo, si prende il sentiero per il rifugio Curò, quindi si costeggia il lago del Barbellino fino alla prima cascata sulla destra, dove si prende il Sentiero Naturalistico Antonio Curò che sale a ovest della cascata fino all'imbocco della Valle della Cerviera.
Una volta saliti per il sentiero che costeggia a ovest la prima cascata si prosegue lungo il sentiero che segue l'avvallamento e sale su per la Valle della Cerviera fino a un secondo salto da superare ma sulla sinistra. A questo punto, seguendo il sentiero di destra si va ai Laghi della Cerviera, mentre proseguendo per il sentiero Curò si giunge, dopo un'altra ripida salita, al bivio per il Pizzo Recastello. Qui si prosegue in direzione del Passo di Bondione. Arrivati al passo, anziché scendere in direzione del Rifugio Nani Tagliaferri si sale lungo il sentiero sotto cresta che, dopo un dislivello di 200 metri, conduce alla vetta.
La vetta si può inoltre raggiungere da Lizzola di Valbondione e, se ben attrezzati, anche dalla Valle del Trobio.

A dispetto del nome, il pizzo è situato interamente in provincia di Bergamo, lungo il crinale che collega il Pizzo Recastello al Monte Gleno. Il nome deriva dal fatto che originariamente questo segnava la linea di demarcazione tra i confini amministrativi di Vilminore di Scalve, Bondione e Lizzola, questi ultimi due raggruppati nel 1927 nell'entità amministrativa di Valbondione.

## Galleria d'immagini

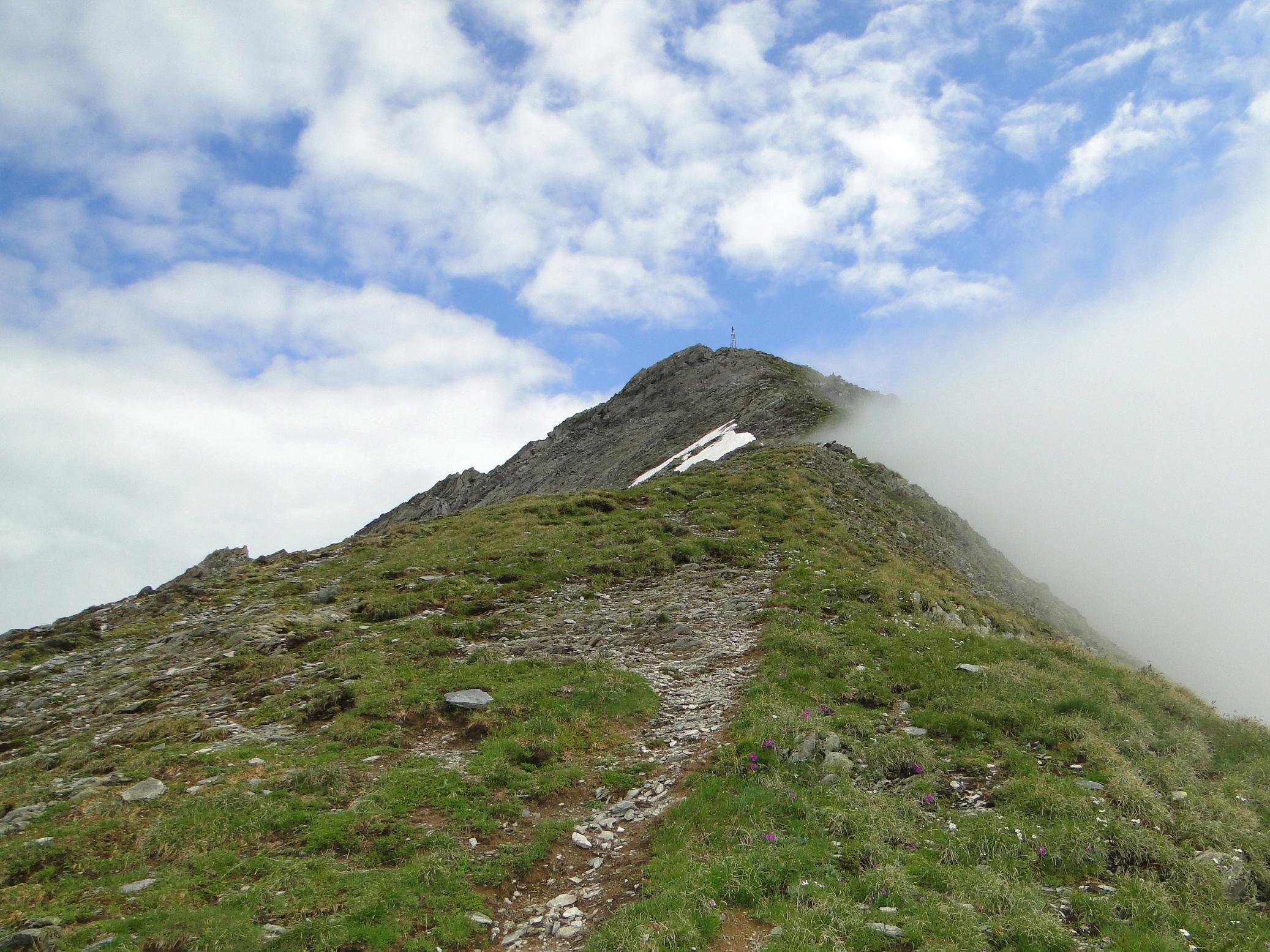
Il Pizzo dei tre Confini dal sentiero per la vetta
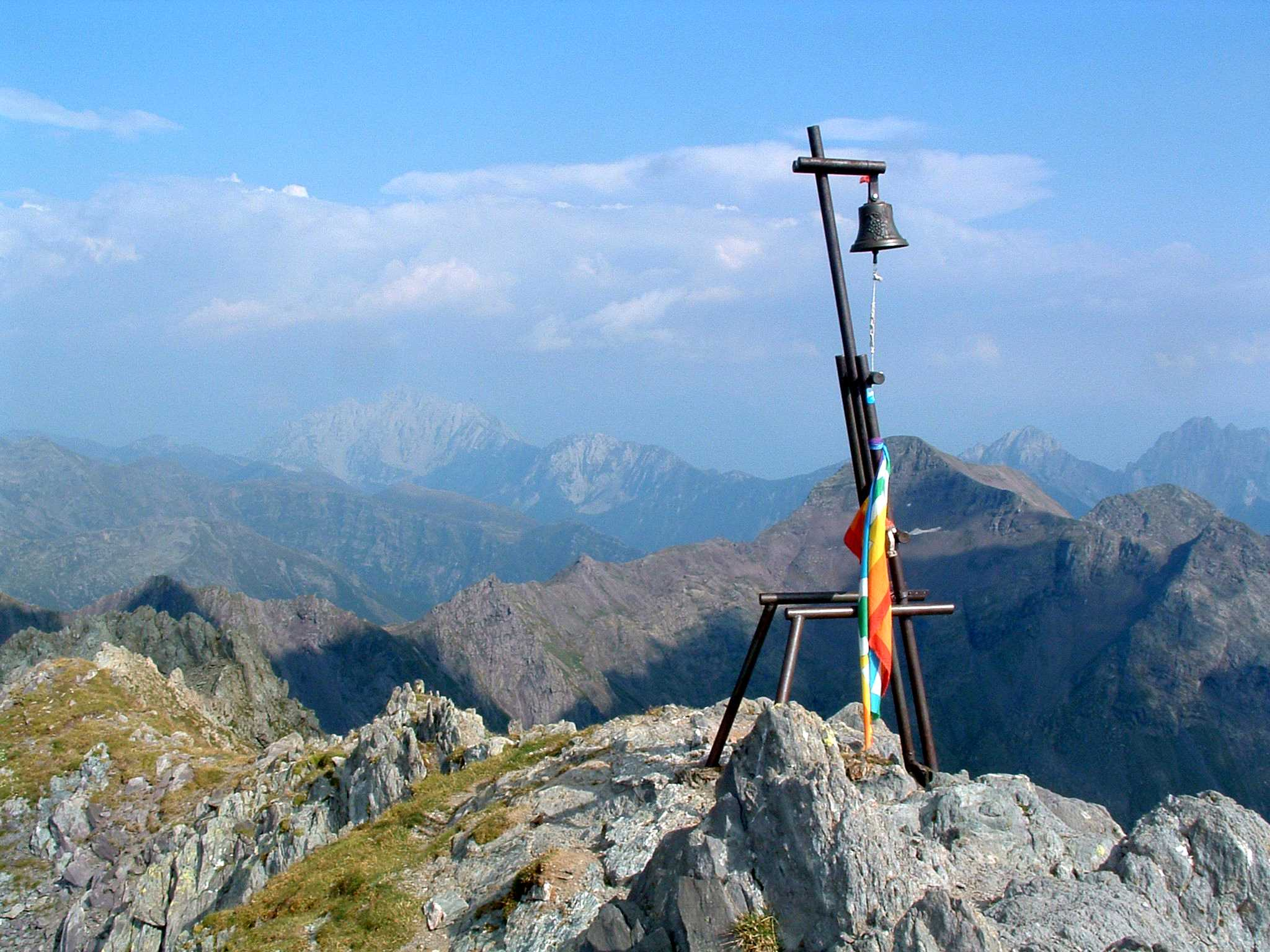
La croce in vetta
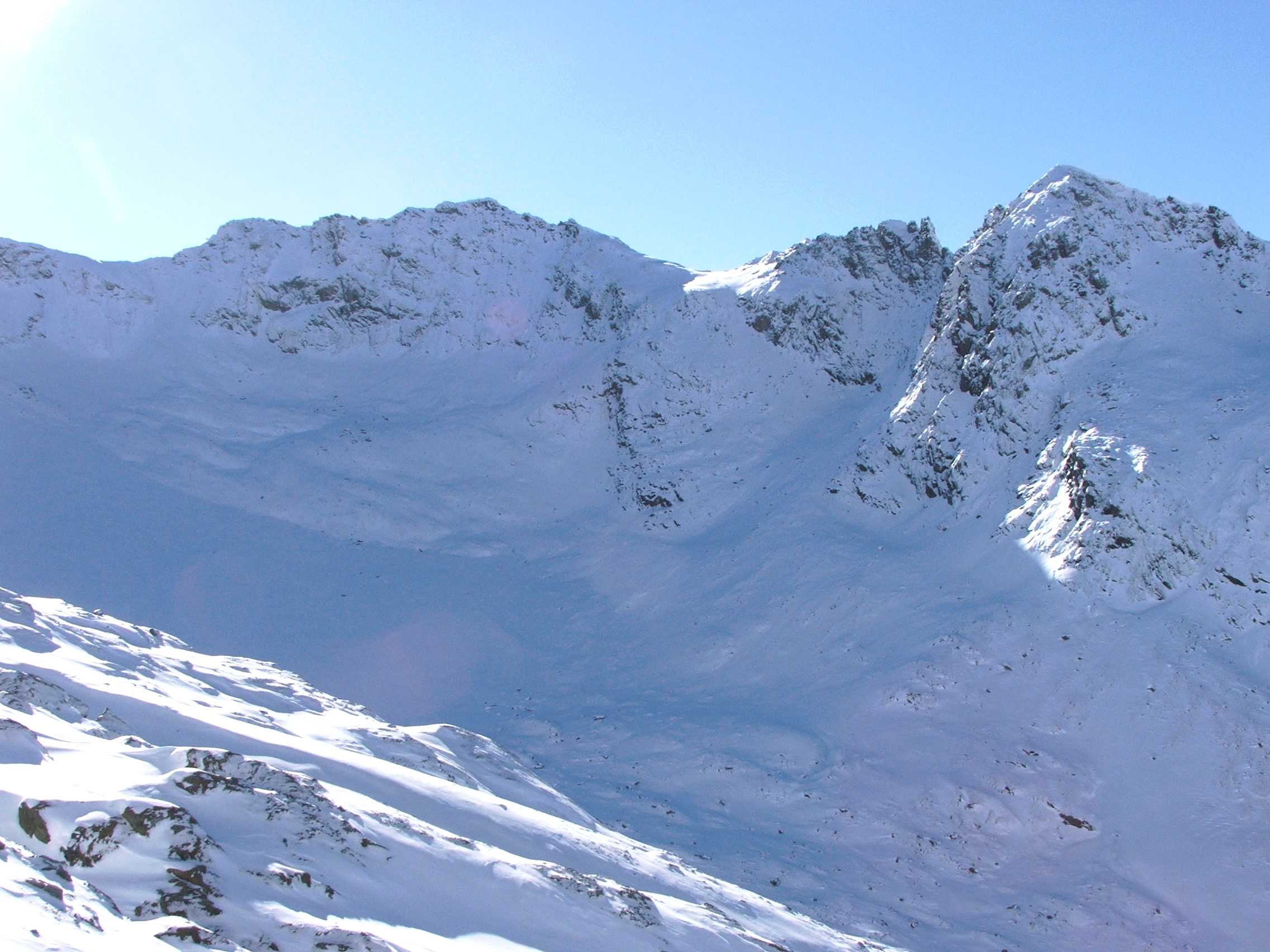
Il pizzo visto da nord-est
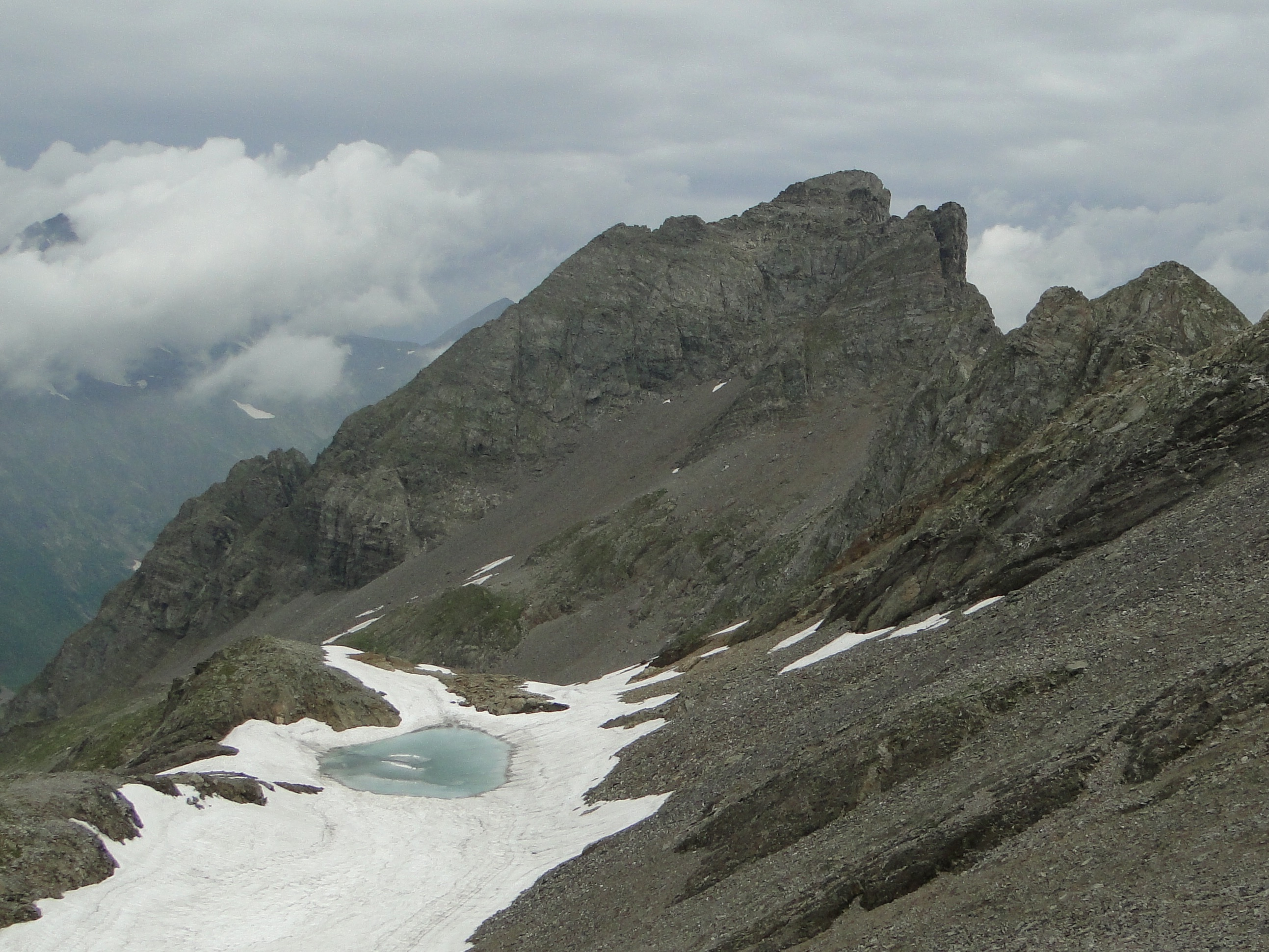
Vista sul Pizzo Recastello dal Tre Confini

¨